# Aeroport de Lleida-Alguaire
Luchthaven Lleida-Alguaire (Catalaans: Aeroport de Lleida-Alguaire, Spaans: Aeropuerto de Lleida-Alguaire) is een luchthaven in de Catalaanse Spaanse gemeente Alguaire op zo'n 15 kilometer van Lleida.
De luchthaven werd gebouwd in opdracht van Generalitat de Catalunya. De bouw van de luchthaven heeft 130 miljoen euro gekost. Op 17 januari 2010 werd de luchthaven geopend.